# Tay Works

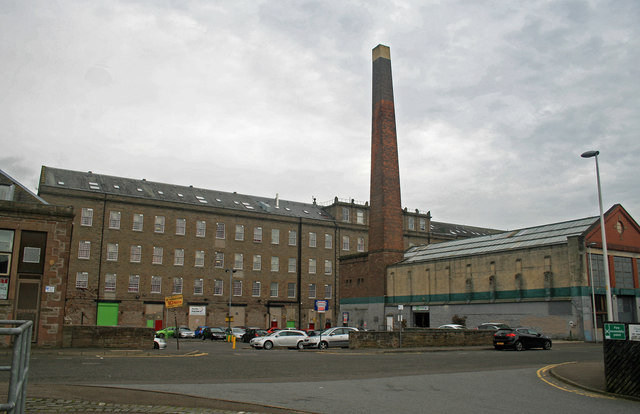
Ausschnitt der rückwärtigen Fassade der Tay Works

Die Tay Works waren ein textilproduzierendes Unternehmen in der schottischen Stadt Dundee in der gleichnamigen Council Area. Sie stehen an der Marketgait (A991) am Westrand des Zentrums von Dundee. 1965 wurden ihre erhaltenen Gebäude in die schottischen Denkmallisten in der höchsten Denkmalkategorie A aufgenommen. Das zugehörige Maschinenhaus ist separat als Kategorie-A-Bauwerk klassifiziert.

## Geschichte
Im Zuge der industriellen Revolution im 19. Jahrhundert entwickelte sich Dundee zu einem der bedeutendsten Standorten der Textilindustrie im Vereinigten Königreich. Zur Hochzeit im späten 19. Jahrhundert waren dort um 60 Textilmühlen in Betrieb, die mehr als 50.000 Personen beschäftigten. Rund zwei Drittel der Arbeiter waren Frauen.
Das Unternehmen wurde im Jahre 1833 als Hospital Ward Mill durch William Boyack gegründet. Der Bau der Hospital Ward Mill war 1836 abgeschlossen. Nach der Coffin Mill handelt es sich um die größte vor 1850 errichtete Mühle in Dundee. Obschon sich die Textilmühle 1836 zur größten Spinnerei für Flachsfaser entwickelt hatte, war Boyack im Jahre 1842 bankrott. Nach einem Leerstand von sieben Jahren erwarben die Gilroy Brothers & Co. das Unternehmen. 1851 wurde mit der Erweiterung durch Bau einer neuen Mühle begonnen. Bei dem 1855 fertiggestellten Bauwerk handelte es sich zu diesem Zeitpunkt mit einer Fassadenlänge von 198 m vermutlich um die größte Textilmühle in Schottland. Erweiterungen wurden bis 1871 ausgeführt, sodass der Betrieb zu Hochzeiten aus acht separaten Mühlen mit Färberei bestand. 1986 wurden in der neuen Mühle Wohnungen untergebracht.
Die leerstehende ursprüngliche Mühle aus den 1830er Jahren wurde 2009 in das Register gefährdeter denkmalgeschützter Bauwerk in Schottland aufgenommen. Ihr Zustand wurde 2018 als schlecht bei moderater Gefährdung eingestuft.